# Arthracanthida
Ordre
Les Arthracanthida sont un ordre de radiolaires de la classe des Acantharea.

## Liste des sous-ordres et familles
Selon IRMNG (21 mars 2021) :
- famille des Acanthometridae Haeckel, 1887
- famille des Dictyacanthidae Schewiakoff, 1926
- famille des Diploconidae Haeckel, 1887
- famille des Dorataspidae Haeckel, 1887
- famille des Hexalaspidae Haeckel, 1887
- famille des Lithopteridae Haeckel, 1887
- famille des Phractopeltidae Haeckel, 1887
- famille des Phyllostauridae Schewiakoff, 1926
- famille des Stauracanthidae

Selon NCBI (21 mars 2021) :
- sous-ordre des Phyllacantha Schewiakoff, 1926
  - famille des Phyllostauridae Schewiakoff, 1926
- sous-ordre des Sphaenacanthida
  - famille des Acanthometridae
  - famille des Diploconidae
  - famille des Dorataspididae
  - famille des Hexalaspididae
  - famille des Lithopteridae

Selon World Register of Marine Species (21 mars 2021) :
- sous-ordre des Phyllacantha Schewiakoff, 1926
  - famille des Dictyacanthidae Schewiakoff, 1926
  - famille des Phyllostauridae Schewiakoff, 1926
  - infra-ordre des Stauracanthidae Schewiakoff, 1926
- sous-ordre des Sphaenacantha Schewiakoff, 1926
  - famille des Acanthometridae Haeckel, 1887
  - famille des Diploconidae Haeckel, 1887
  - famille des Dorataspidae Haeckel, 1887
  - famille des Hexalaspidae Haeckel, 1887
  - famille des Lithopteridae Haeckel, 1887
  - famille des Phractopeltidae Haeckel, 1887